# Gewone driehoekszweefvlieg
De gewone driehoekszweefvlieg (Melanostoma mellinum) is een vliegensoort uit de familie van de zweefvliegen (Syrphidae). De wetenschappelijke naam van de soort werd als Musca mellina in 1758 gepubliceerd door Carl Linnaeus.